# Maratonski deček
Maratonski deček ali Efeb iz Maratona je grški bronasti kip, ki so ga našli v Egejskem morju v zalivu Maraton leta 1925.
Kip je ohranjen v Narodnem arheološkem muzeju v Atenah, in datiran okoli 340-330 pr. n. št.  Muzej predlaga, da je predmet zmagovalec atletskega tekmovanja. S svojo mehko mišičnostjo in pretiranim kontrapostom je njegov slog povezan s Praksitelovo šolo. Dvignjena roka in porazdelitev teže kažejo, da se je prvotno ta efeb naslanjal na navpično podporo, kot je steber. 